# Alucinación acústica

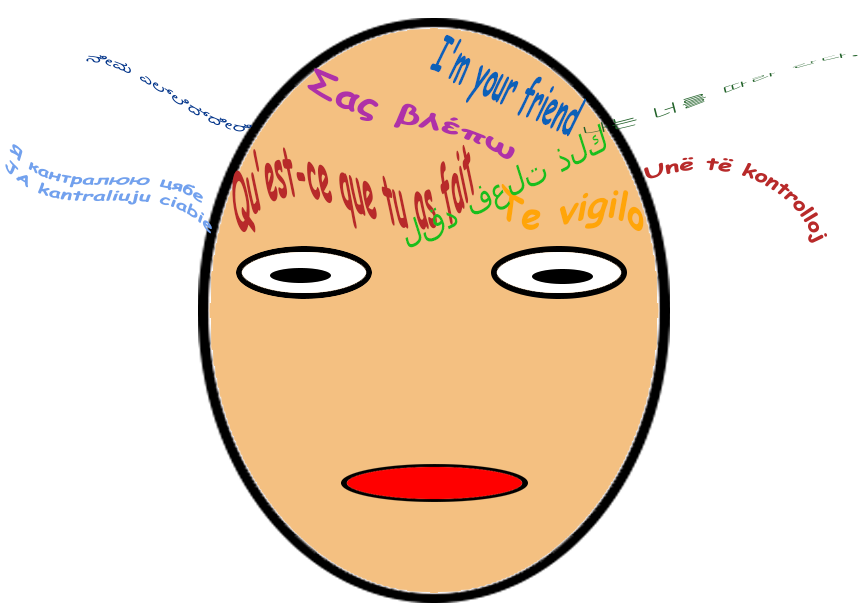
Representación simbólica de una alucinación acústica.

Una alucinación acústica, también llamada alucinación verbal o alucinación auditiva, es una audición de voces o sonidos que no se corresponden con ninguna realidad física, esto es, son percepciones que se producen sin ningún estímulo externo que las provoque. 

## Descripción
Aunque se trata de uno de los síntomas habituales de la esquizofrenia, estas alucinaciones no guardan relación obligada con ninguna patología mental. Entre el tipo de voces más escuchadas en estas alucinaciones están las de familiares, las de los propios pensamientos y para los supersticiosos, alguna instancia divina. Suelen considerarse pseudoalucinaciones las voces que se creen escuchar al dormirse o al despertarse, que por lo demás, constituyen un alto porcentaje de las alucinaciones reportadas en las encuestas al respecto. 
Se estima que entre el 3 y el 5% de la población de los países industrializados occidentales han sufrido alguna vez episodios de alucinaciones acústicas. 
Históricamente, numerosos personajes han dejado testimonio de haber padecido este tipo de percepciones; entre ellos, Sócrates, Juana de Arco, Rilke, Jung, Andy Warhol, etc.

## Etiología
Las causas de las alucinaciones acústicas son múltiples, pero oscilan entre dos principales: 
- La carencia de estímulos acústicos externos: el cerebro de las personas con sordera adquirida archiva durante mucho tiempo la información auditiva recibida en el pasado, que pueden estimularse autónomamente cuando exteriormente dejan de llegar estímulos;
- La existencia de acontecimientos angustiosos en la vida del afectado como experiencias traumáticas del tipo de abusos sexuales, abandono, violación, accidentes graves, fallecimiento de seres queridos, etc.

Una percepción habitual de estas alucinaciones por parte de los afectados es la de estar interpretando su propio pensamiento como algo exterior o ajeno a los mismos. La investigación médica tradicional sugiere la posibilidad de que haya una falla en la regulación cerebral que establece la retroalimentación fidedigna de que nuestros pensamientos son nuestros y no de alguien distinto. 

## Estudios
Una mirada complementaria y alternativa es la provista por el Movimiento Escuchadores de Voces. En el Reino Unido, el primer grupo de Escuchadores de Voces se fundó en 1988. Se trató de un pequeño grupo piloto creado en la ciudad de Mánchester, a raíz de los trabajos pioneros de Marius Romme, profesor de psiquiatría social en la Universidad de Limbourg, en Maastricht (Países Bajos), y del grupo de ayuda holandés Stichting Weerklank - Fundación Resonancia. En 1989, el grupo de Mánchester organizó una serie de conferencias en el norte de Inglaterra, con Marius Romme, Sandra Escher (psiquiatra y periodista científica) y Anse Stiefland (escuchadora de voces sin pasado psiquiátrico y Presidenta de la Fundación Resonancia). 
Estas conferencias tuvieron muy buena aceptación por parte de un público compuesto por escuchadores de voces, simpatizantes y profesionales, por lo que la serie de conferencias fue repetida anualmente. Los resultados de estos trabajos se han difundido gracias a la publicación de artículos en la prensa especializada, en revistas y en medios de comunicación. Fueron recopilados, en 1993, en la obra de Marius Romme con el título "Accepting Voices" - Aceptando las Voces. Después de nueve años de frecuentes contactos, se organizó una primera conferencia internacional en Maastricht en agosto de 1995, y en 1997 se funda la red Intervoice (The International Network for Training, Education and Research into Hearing Voices), organización sin fines de lucro dedicada al estudio, investigación, educación y orientación para las personas que escuchan voces, sus grupos familiares y profesionales de la salud que se vinculan con ellos, y desarrollar nuevas herramientas para lidiar con las voces.
Cabe destacar el testimonio de Eleonor Longden, Magíster en Psicología y candidata a Doctorado en la misma especialidad, miembro del Comité de Investigación internacional de Intervoice, en el cual grafica los resultados de esta reinterpretación de la escucha de voces internas, y que ha sido publicado en diversos medios científicos y conferencias, incluyendo TED.   

## Fuente
- Bettina THRÄNHARDT,"Alucinaciones acústicas", Mente y Cerebro, 26, 2007, págs. 34-37.
- Paul BAKER, "The Voice Inside", 1999.
- Marius ROMME & Sandra ESCHER "Accepting Voices". MIND London, 1993.
- Eleonor LONGDEN, "Learning from the voices in my head". TED Books, 2013.